# Vretene
Der Vretene (kroatisch vreteno) war ein Flächenmaß in Dalmatien zur Zeit der österreichischen Verwaltung.
- um Makarska 1 Vretene = 200 Pertiche quadrate = 8,706 Ar[1]
- um Omiš (Almissa) 1 Vretene = 144 Rosche quadrate = 8,532 Ar[1]
- in Trogir (Trau) 1 Vretene = 144 Rosche/Rosghe quadrate = 773,882 Quadratmeter[2]

Auf der Insel Brač (Brazza) war das Maß Vreteno di rosghe mit 853 Quadratmeter und auf Spalato 627 Quadratmeter.